# Pressurisation autogène

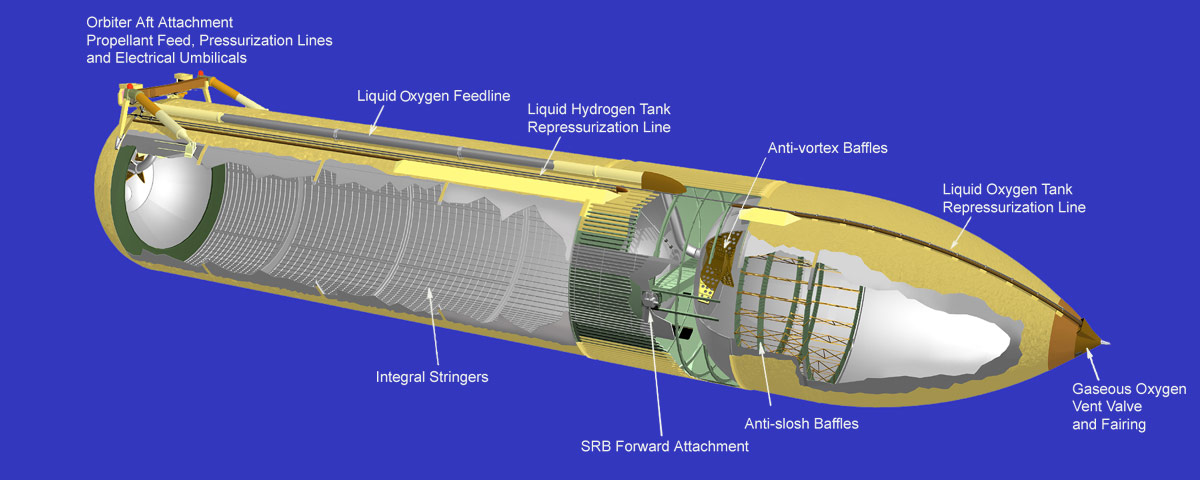
Coupe du réservoir externe de la navette spatiale américaine.

La pressurisation autogène est l’utilisation d’un ergol gazeux autogénéré pour pressuriser l'ergol liquide dans les fusées. Les fusées à ergol liquide traditionnelles sont le plus souvent pressurisées avec d’autres gaz, comme l’hélium, ce qui nécessite l'emport de réservoirs de pressurant ainsi que le système de tuyauteries et de contrôle pour l’utiliser. 

## Principe
Dans la pressurisation autogène, une petite quantité d'ergol est chauffée jusqu’à ce qu’il se transforme en gaz. Ce gaz est ensuite réinjecté dans le réservoir d'ergol liquide d’où il a été prélevé. Cela permet de maintenir le propergol liquide à la pression requise pour alimenter les moteurs d’une fusée. Ceci est réalisé par des générateurs de gaz dans les systèmes des moteurs-fusées : prélevé d’un générateur de gaz, alimenté par un échangeur de chaleur, ou via des appareils de chauffage électriques. La pressurisation autogène était déjà en service sur le lanceur Titan IIIC en 1968 et avait été testée avec le moteur RL-10, démontrant ainsi son aptitude pour les moteurs des étages supérieurs.
Traditionnellement, la pressurisation des réservoirs est assurée par un gaz à haute pression comme l’hélium ou l’azote. La pressurisation autogène a été décrite à la fois comme moins complexe que l’utilisation d’hélium ou d’azote, mais elle offre des avantages significatifs. Le premier concerne les vols spatiaux à long terme et les missions interplanétaires telles que le fait d’aller et d’atterrir sur Mars. L’élimination de l'utilisation des gaz inertes permet de faire fonctionner le moteur sans pompage. Les mêmes gaz vaporisés peuvent être utilisés pour le contrôle d'attitude mono ou bi-ergol. La réutilisation de l’oxydant et du carburant à bord réduit également la contamination des combustibles par des gaz inertes.

## Avantages
Les avantages de la réduction des risques proviennent de la réduction des besoins des récipients de stockage à haute pression et de l’isolement complet des systèmes de carburant et d’oxydant, en supprimant une trajectoire de défaillance possible par l’intermédiaire du sous-système de pressurisation. Ce système augmente également la capacité de charge utile en réduisant le poids des composants et des propulseurs et en augmentant la pression de la chambre.

## Application
La pressurisation autogène a été utilisée opérationnellement sur le Titan 34D, la navette spatiale américaine, dont les moteurs RS-25 utilisent la pressurisation autogène pour maintenir la pression de carburant dans le réservoir externe de la navette spatiale américaine, le SLS (qui réutilise les mêmes moteurs), Terran 1 (un unique vol), Starship.
La pressurisation autogène est prévue pour être employée sur New Glenn, l'étage supérieur ACES (en) prévu pour la fusée Vulcan (annulé en 2020), et Neutron.